# Kippfenster-Syndrom
Kippfenster-Syndrom ist ein Begriff aus der Tiermedizin. Bei dem Versuch, durch den Spalt eines angekippten Fensters zu schlüpfen, bleiben Tiere – meist Katzen – oft stecken. Durch Befreiungsversuche rutschen sie immer weiter nach unten. Dadurch kommt es zur Unterbrechung der Blutversorgung an der Druckstelle. Das Syndrom ist pathophysiologisch eine Unterform der Ischämischen Myopathien.
Die Folge sind bei einem längeren Festhängen schwere neurologische Schäden im Bereich der Hintergliedmaßen, auch Drucknekrosen sind beschrieben. Als Spätfolge kann es zur Ausbildung von Embolien kommen. Werden die Tiere nicht befreit, sterben sie.
Neben der medizinischen Versorgung des Traumas hat die Durchführung einer Tierphysiotherapie positive Auswirkungen auf den Heilungsverlauf.